# Мандрыка, Наталья Степановна
Наталья Степановна Мандрыка (укр. Наталія Степанівна Мандрика; род. 31 января 1962, Львов) — советская и украинская скрипачка, педагог. Заслуженная артистка Украины (1998). Народная артистка Украины (2017).

## Биография
Наталья Мандрыка родилась 31 января 1962 года во Львове, УССР. В 1985 году окончила Львовскую консерваторию (класс А. Вайсфельда). С тех пор — концертмейстер и солистка, с 2014 года занимает должность художественного руководителя камерного оркестра Harmonia Nobile Ивано-Франковской филармонии, одновременно в 1994—2006 годах преподавала класс скрипки Института искусств Прикарпатского университета в Ивано-Франковске.
В репертуар входят произведения от раннего барокко до современной музыки (И. С. Баха, А. Вивальди, Ф. Джеминиани, В. А. Моцарта, Л. ван Бетховена, А. Дворжака, Б. Сметаны, С. Людкевича, М. Скорика и др.). Осуществила более 250 аранжировок и переводов для камерного оркестра. Вместе с оркестром гастролировала в Польше, Бельгии, Франции, Германии, Швеции, Италии, Испании, Португалии, Великобритании.
В 1999 году награждена областной литературно-художественной премией им. В. Стефаника. В 2010 году награждена медалью «За заслуги перед Прикарпатьем» и знаком «Мощь и гордость города».